# Johann Mantel I.
Johann Mantel I. (* um 1468 in Nürnberg; † 1530 in Elgg) war ein deutscher reformierter Theologe und Reformator.

## Leben
Mantel stand im vorgerückten Alter, als er sich der Reformation anschloss. Er studierte in Ingolstadt, bis er den Grad des Baccalaureus erreichte. Danach trat er in Nürnberg in den Augustinerorden ein und studierte als Mönch weiter. 1496 erlangte er dort die Magisterwürde. In Tübingen stand er unter dem persönlichen Einfluss seines Priors Johann von Staupitz. Wenige Jahre darauf wurde er selbst an die Spitze des Nürnberger Klosters gestellt.
Seine Verbindung zu Staupitz war so stark, dass er diesem nach Wittenberg folgte und dort 29. April 1507 die Doktorwürde der Theologie erwarb. Seine Lehrtätigkeit wurde an der neuen Universität durchaus anerkannt und er vertrat Staupitz während seiner Abwesenheit. 1511 folgte er einem Ruf nach Stuttgart an die neu geschaffene Prädikatur der Leonhardskirche. „Staupitz wird viel daran gelegen gewesen sein, einen begabten, treuen Anhänger in der Hauptstadt Schwabens zu wissen“, da er fünf Klöster in Süddeutschland unter seiner Leitung behalten wollte.
Vier Jahre später gelangte er nach Straßburg, wo er im Studium generale des Ordens wirkte. Hier in den Entscheidungsjahren der Reformation wird er für Martin Luthers Lehre gewonnen worden sein. Als er 1520 das Predigeramt in Stuttgart wieder übernahm, ließ er sich vom Rat bescheinigen, dass er ihn in allen Fällen schützen werde. Bald sammelten sich Gesinnungsgenossen um den Prediger des neuen Glaubens.
Auch mit Michael Stiefel in Esslingen am Neckar stand er im Austausch und nicht minder mit Johannes Lonicer. Als die Obrigkeit ihn ersuchte, sich stärker zurückzuhalten, ließ er sich nicht warnen. Unter dem Vorwand, er reize das Volk zum Widerstand gegen die Obrigkeit, wurde er verhaftet und auf der Burg Hohennagold inhaftiert. Seine Gefangennahme muss die Bevölkerung, wie Johann Eberlin von Günzburg berichtet, sehr aufgebracht haben. Vergeblich trat der Rat von Zürich für ihn ein.
Erst unter der Drohung des Bauernkrieges gab ihn die österreichische Regierung frei. Aber die lange Gefangenschaft hatte ihn so weit geschwächt, dass er sich aktiv an den Auseinandersetzungen nicht mehr beteiligen konnte. Er ging in ein ländliches Pfarramt, heiratete und widmete sich seiner Familie und seiner Gemeinde. Als der Markgraf von Baden die Wiederherstellung des Katholizismus durchsetzte, entsagte er mit zwanzig anderen Pfarrern seinem Amt. Als Flüchtling wurde er von Matthäus Zell in Straßburg aufgenommen und nach Elgg im Kanton Zürich vermittelt, wo er verstarb.